# Nalesie (Przyrąb)
Nalesie – część wsi Przyrąb w Polsce, położona w województwie świętokrzyskim, w powiecie jędrzejowskim, w gminie Wodzisław.
W latach 1975–1998 Nalesie administracyjnie należało do województwa kieleckiego.